# Anton Hagman

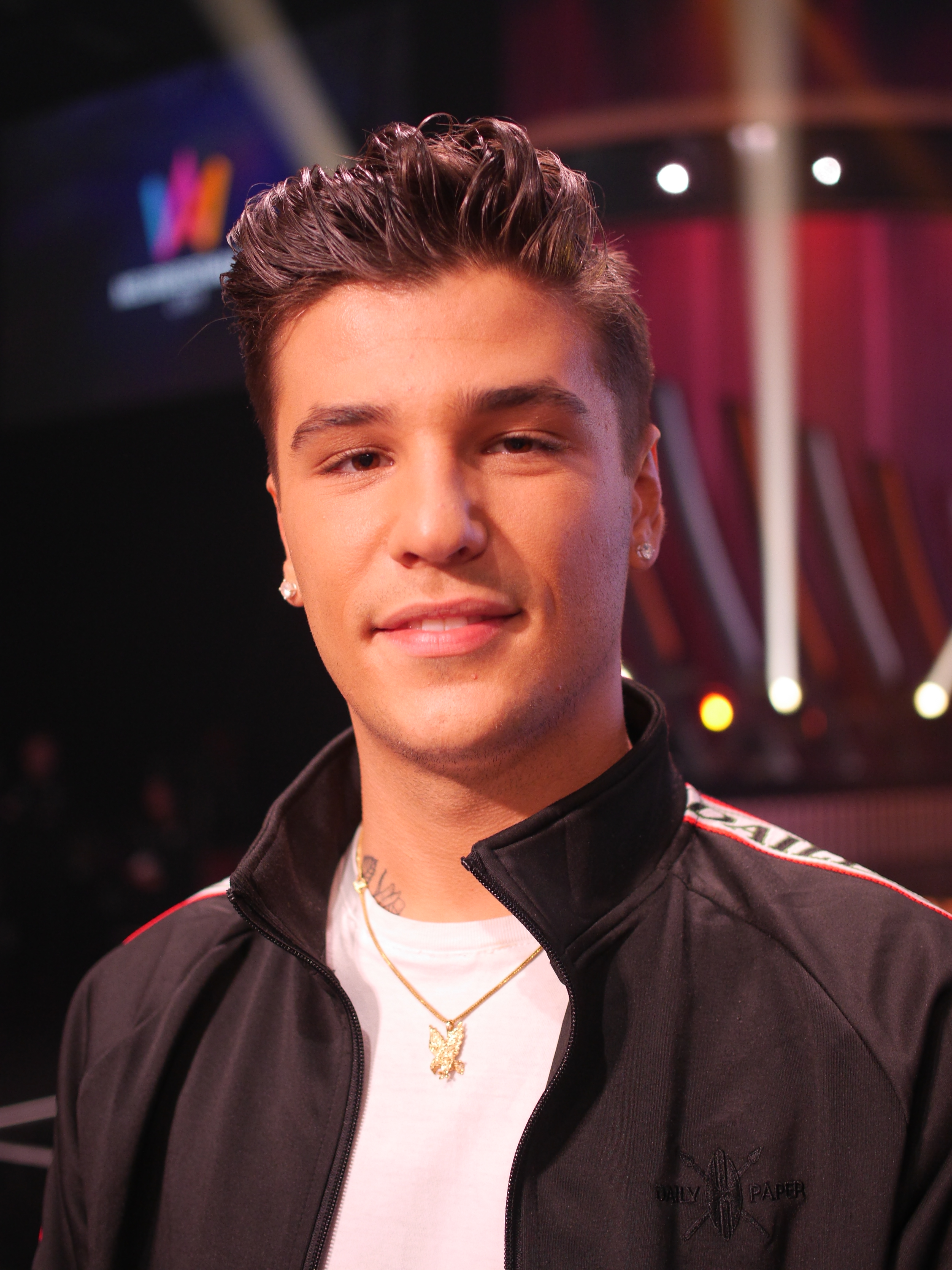
Anton Hagman, 2019

Anton Hagman (* 8. September 1998 in Västerås als Anton Per Erik Hagman) ist ein schwedischer Sänger und Webvideoproduzent auf der Plattform YouTube. Er erlangte Bekanntheit durch die Teilnahme am Melodifestivalen 2017, dem schwedischen Vorentscheid zum Eurovision Song Contest 2017.

## Leben
Anton Hagman wurde 1998 in Västerås in der Provinz Västmanlands län geboren. Er hat einen Bruder, der zwei Jahre jünger ist. Im Alter von vier Jahren begann Hagman mit dem Singen und dem Gitarre spielen. 2014 wurde er von einem Talent-Scout entdeckt. Seitdem stellt er Videos auf der Internetplattform YouTube hoch.
Im Jahr 2017 nahm Anton Hagman am Melodifestivalen, dem schwedischen Vorentscheid zum Eurovision Song Contest teil. Er erreichte mit dem Song Kiss You Goodbye zuerst die „Andra Chansen“-Runde, in der er sein Duell gegen Loreen gewann, und im Finale schließlich den zehnten Platz belegte. 2019 nahm Hagman mit dem Lied Känner dig erneut am Melodifestivalen teil. Er schaffte es nicht, sich für eine weitere Runde des Wettbewerbs zu qualifizieren.

## Diskografie
Singles
- 2017: Kiss You Goodbye
- 2019: Känner dig